# 2008 en Espagne
Chronologie de l’Europe
- 2004
- 2005
- 2006
- 2007
- 2008
- 2009
- 2010
- 2011
- 2012

Chronologie de l'Espagne
- 2004
- 2005
- 2006
- 2007
- 2008
- 2009
- 2010
- 2011
- 2012

## Chronologie

### Février 2008
- Mercredi 13 février 2008, Pays basque : La Cour d'assise spéciale de Paris, condamne à 30 ans de réclusion criminelle, Juan Ibon Fernandez Iradi, dit « Susper », l'ancien chef présumé de l'appareil militaire de l'ETA. Il est accusé d'avoir tiré sur un gendarme français en  2001. Un autre indépendantiste basque, Antonio Agustin Figal Arranz est condamné dans la même affaire à dix ans de réclusion.

### Mars 2008
- Vendredi 7 avril 2008 : l'ancien conseiller municipal socialiste Isaías Carrasco est assassiné à Arrasate par l'organisation séparatiste basque ETA, à deux jours des élections générales. Il est abattu de trois balles dans la nuque, sous les yeux de sa femme et un de ses fils.
- Dimanche 9 mars 2008 : le Parti socialiste ouvrier espagnol (PSOE) de José Luis Rodríguez Zapatero, au pouvoir depuis quatre ans, remporte les élections générales avec 43,6 % des voix et 169 députés sur 350, échouant de nouveau à remporter la majorité absolue. Le Parti populaire (PP), une nouvelle fois conduit par l'ancien ministre Mariano Rajoy, est de nouveau battu, avec 40,1 % des suffrages et 154 sièges. Les partis de gauche républicaine, ERC et IU, perdent la moitié de leurs députés.

### Avril 2008
- Mardi 1er avril 2008 : séance constitutive des deux chambres des Cortes Generales. Le député socialiste de Tolède, José Bono, ancien président de Castille-La Manche, puis ministre de la Défense, est élu président du Congrès des députés au second tour de scrutin, pour la première fois depuis 1977. Au Sénat, le président socialiste sortant et sénateur d'Alava, Javier Rojo, est réélu au premier tour.
- Lundi 7 avril 2008 : Les services de santé de la région Castille-Leon, annoncent le décès de deux malades de la maladie de la vache folle (il y a trois mois pour le premier et la semaine précédente pour l'autre).
- Mardi et mercredi 8 et 9 avril 2008 : débat d'investiture du président du gouvernement au Congrès des députés. José Luis Rodríguez Zapatero propose au PP un pacte anti-terroriste excluant tout dialogue avec l'ETA. Ne disposant que du soutien du groupe socialiste, il échoue à obtenir la majorité absolue lors du premier vote d'investiture.
- Vendredi 11 avril 2008 : Zapatero est réinvesti président du gouvernement, par 169 voix contre 158, soit la majorité simple. Il est le premier chef de gouvernement depuis 1977 à ne pas remporter un vote d'investiture à la majorité absolue.
- Samedi 12 avril 2008 : Zapatero présente le gouvernement de la IXe législature. Il comprend dix-sept ministres, dont neuf femmes, une première dans l'histoire espagnole. Les vice-présidents María Teresa Fernández de la Vega, également ministre de la Présidence, et Pedro Solbes, ministre de l'Économie et des Finances, sont reconduits, de même que le chef de la diplomatie, Miguel Ángel Moratinos, et le ministre de l'Intérieur, Alfredo Pérez Rubalcaba. Carme Chacón, ministre du Logement depuis 2007, devient la première femme ministre de la Défense, tandis que la ministre de l'Égalité, Bibiana Aído, est, à 31 ans, la plus jeune ministre de l'histoire du pays.
- Jeudi 17 avril 2008 : 
  - La police annonce avoir démantelé un réseau de 87 escrocs nigériens soupçonnés d'avoir dérobé par ruse des millions d'euros à au moins 1 200 personnes.
  - Pays basque : Un attentat à la bombe détruit le local du parti socialiste à Bilbao, pour marquer la nouvelle législature socialiste. La bombe de 5 kilos a aussi endommagé une douzaine de véhicules et a blessé sept policiers.

- Vendredi 18 avril 2008 : 
  - Le gouvernement adopte un plan de relance de 18 milliards d'euros sur deux ans : restitution de 400 € pour chaque contribuable payant l'impôt sur le revenu (6 milliards d'euros), suppression de l'impôt sur la fortune (1,8 milliard d'euros), accélération de la restitution de la TVA aux entreprises, passage à 3 milliards d'euros du fonds de garantie des crédits aux PME, lancement de grands travaux et de mesures pour construire 150 000 logements sociaux supplémentaires par an.
  - Pays basque : Une bombe de 3 kg a explosé devant les bureaux du parti socialiste dans la ville d'Elgoibar. L'attentat a été revendiqué par l'ETA et n'a fait que des dégâts matériels, la police avait été avertie par un appel téléphonique juste avant l'explosion.

- Dimanche 20 avril 2008 : Un accident de bus près de Benaldena cause la mort de 9 touristes finlandais et en blesse seize autres.

- Vendredi 25 avril :
  - Pays basque : Une clinique de Bilbao est condamnée pour avoir diffusé sur internet quelque 11 300 fiches médicales de patients dont 4 000 avortements.
  - Îles Canaries : L'île de La Gomera est ravagée pendant trois jours par un important incendie combattu par quatre hélicoptères bombardiers d'eau. Plusieurs centaines de personnes sont évacuées.

### Mai 2008
- Jeudi 1er mai 2008, Pays basque : Trois bombes de faible puissance ont explosé à Saint-Sébastien (Espagne) et dans une ville voisine devant des bâtiments publics en provoquant d'importants dégâts mais sans faire de blessés ; à chaque fois les autorités locales ont été averties juste avant.

- Samedi 3 mai 2008 : Mort de l'ancien chef du gouvernement Leopoldo Calvo Sotelo (82 ans). Il a dirigé le gouvernement de février 1981 à décembre 1982. Le vote de son investiture avait été marqué le 23 février 1981 par la tentative de coup d'État du lieutenant-colonel Antonio Tejero.

- Lundi 5 mai 2008 : Le gouvernement espagnol veut mettre en application la loi de protection du littoral de 1988 qui avait été oubliée. Il veut aujourd'hui redéfinir l'ensemble des zones côtières appartenant au domaine public, pour éviter de nouveaux massacres à la bétonneuse le long de ses dix mille kilomètres de côtes et faire le ménage avec les constructions existantes construites anarchiquement. Dans un premier temps il va tenter de récupérer tous les terrains urbanisés dans une largeur de 100 mètres depuis les limites sableuses (dune) ou rocheuses (falaise). La surface concernée couvre 220 millions de mètres carrés. Selon le collectif de défense des résidents du littoral, près de 500 000 personnes seraient propriétaires d'un bien immobilier situé dans cette zone. Une centaine d'édifices bâtis sans permis de construire sont immédiatement détruits.

- Jeudi 8 mai 2008 : Onze policiers de Coslada, une banlieue de Madrid, accusés de corruption, ont été interpellés et envoyés en prison.

- Dimanche 11 mai 2008 : Le projet de « Las Vegas espagnol », appelé « Gran Scala » (grande échelle), prend du retard et la pose de la première pierre ne pourra être faite, mi-septembre au lendemain de la fermeture de l'exposition universelle de Saragosse. Le consortium ILD n'a toujours pas acheté les deux mille hectares de terrains nécessaires au projet. Le consortium ILD est créé par le groupe Tranchant (exploitant français de casinos), Aristocrat (constructeur australien de machines à sous), UFA (groupe d'assurances du Moyen-Orient) et Europtima (promoteur immobilier libanais). Le projet comprend 230 restaurants, 32 hôtels, 32 casinos, 10 musées, 5 parcs à thème, 3 parcours de golf, 1 hippodrome et 1 centre de congrès. L'investissement global représente 17 milliards d'euros, soit 2 milliards d'euros de plus que Disneyland Paris et devrait créer 65 000 emplois.

- Mercredi 14 mai 2008, Pays basque : Un attentat à la fourgonnette piégée devant l'entrée d'une caserne en pleine nuit cause la mort d'un officier de la garde civile et blesse quarante autres personnes.

- Lundi 19 mai 2008, Pays basque : un nouvel attentat à la fourgonnette piégée avec 60 kg d'explosif fait d'importants dégâts, mais sans faire de victimes, sur le port de Getxo, une banlieue chic de Bilbao.

- Mercredi 21 mai 2008 :
  - Catalogne : La Catalogne soumise à la pénurie d'eau reçoit ses premières livraisons d'eau par bateau-citerne en provenance de Marseille, de Tarragone et d'Almeria. Ces livraisons vont pouvoir assurer 12 % des besoins de Barcelone pour l'été 2008. Au printemps 2009, une usine de dessalinisation sera mise en route et à terme une canalisation sera construite depuis Montpellier pour acheminer l'eau du Rhône.
  - Pays basque : La police française, en collaboration avec la garde civile espagnole, a arrêté dans un appartement du centre-ville de Bordeaux 4 membres présumés de l'ETA, dont deux hautes personnalités, Francisco Javier Lopez Peña, alias « Thierry » (49 ans) et Ainhoa Ozaeta (34 ans). « Thierry », un des chefs de l'appareil politique, était recherché depuis près de 25 ans. Ainhoa Ozaeta, avocate de profession, était la porte-parole de l'organisation séparatiste. Selon le ministre de l'intérieur, Alfredo Perez Rubalcaba : « On a arrêté la personne avec le plus de poids politique et militaire au sein de la bande terroriste » et il s'agirait du coup le plus dur porté à l'ETA depuis l'arrestation de Michel « Antza » Albizu.

### Juin 2008
- Mardi 3 juin 2008 : Un réseau de 55 pédopornographes (étudiants, professeurs, architectes…) sur Internet est démantelé.

- Jeudi 5 juin 2008, Catalogne : 11 islamistes sont inculpés pour avoir projeté de commettre des attentats suicides contre le réseau de transport public de Barcelone, prévus entre le 18 et 20 janvier dernier.

- Lundi 9 juin 2008 : 
  - Le Parlement durcit le Code pénal contre les pédomanes et les abus sexuels envers les mineurs.
  - Début de la grève des transports en Espagne en 2008.

- Vendredi 13 juin 2008 : Lors d'un vaste coup de filet, la police démantèle un réseau de 18 mafieux russes dont ses principaux dirigeants. Selon le parquet, les membres de cette organisation, nommée « Tambovskaya-Malyshevskaya » dirigeaient depuis l'Espagne, leurs activités criminelles en Russie et dans l'Union européenne.

- Samedi 14 juin 2008 : Ouverture de l'Exposition internationale à Saragosse (Aragon) sur le thème de l'eau et du développement durable.

- Vendredi 20 juin 2008 : 
  - Le Parti populaire dirigé par Mariano Rajoy tient son congrès à la suite de la défaite aux élections législatives du 9 mars 2008 malgré une progression en sièges (+5) et en pourcentage de voix (40 %). Héritier de José María Aznar il s'est politiquement séparé de l'aile la plus droitière du parti et tente de recentrer la droite espagnole en s'appuyant sur les structures régionales et les femmes[1].
  - La police annonce avoir démantelé un important réseau international de trafic de drogues et de blanchiment d'argent : 21 personnes ont été arrêtées, 850 000 euros en liquide et une demi-tonne de cocaïne ont été saisies.

- Mercredi 24 juin 2008 : l'Allemand E.ON, deuxième énergéticien mondial, rachète une partie des actifs (France, Pologne, Italie et Turquie) d'Endesa pour 11,8 milliards d'euros.

- Vendredi 27 juin 2008, Pays basque : le Parlement basque vote un projet de référendum sur l'autodétermination présenté par son président nationaliste José Ibarretxe par 34 voix (coalition nationaliste et Parti communiste des terres basques) contre 33 (Parti socialiste et Parti populaire). Le gouvernement espagnol annonce vouloir engager un recours devant le tribunal constitutionnel.

### Octobre 2008
- Mercredi 15 octobre 2008 : une dizaine de prisonniers l'ETA, membres importants et historiques, exclus du groupe armé pour avoir pris des positions contraires à la violence, sont transférés dans des prisons proches du Pays basque. De fait, il s'agit d'une revendication ancienne de leurs proches et des milieux indépendantistes.

- Jeudi 16 octobre 2008 : le juge Baltasar Garzon se déclare compétent pour enquêter sur les « disparus » du franquisme et a ordonné l'ouverture de plusieurs fosses communes dont celle où est enterré le poète Federico Garcia Lorca. Cette enquête est ouverte à la suite des demandes déposées par plusieurs associations de familles de victimes républicaines pour que la justice enquête sur la disparition de proches durant la Guerre civile (1936-39) et la dictature franquiste (1939-75) afin de localiser les corps et d'éclaircir les circonstances de leur mort[2].

### Novembre 2008
- Lundi 17 novembre 2008, Pays basque : Un important chef de l'ETA est arrêté à Cauterets (Hautes-Pyrénées, France), Miguel de Garikoïtz Asiazu Rubina dit Txeroki, chef présumé de l'appareil militaire, soupçonné d'être l'auteur des meurtres des deux gardes-civils espagnols à Capbreton le 1er décembre 2007. Un autre ancien chef de l'ETA, José Ignacio de Juana Chaos, se livre à la justice à Belfast.

- Mercredi 19 novembre 2008, Pays basque : Selon le ministre de l'Intérieur espagnol Alfredo Perez Rubalcaba, Txeroki interpellé il y a deux jours, serait en réalité le numéro un de l'organisation séparatiste et le décideur aussi bien de la stratégie générale que des attentats.

- Jeudi 20 novembre 2008 : Le groupe pétrolier russe Lukoil va entrer dans le capital du groupe Repsol.

- Dimanche 23 novembre 2008 : L'équipe de tennis d'Espagne remporte pour la troisième fois la coupe Davis en battant l'équipe d'Argentine 3 à 1 en finale à Mar del Plata.

### Décembre 2008
- Lundi 1er décembre 2008 : le chômage augmente fortement atteignant +42,7 % en un an (+6 % en novembre), soit 2 989 269 chômeurs. La secrétaire générale à l'Emploi, Maravillas Rojo estime que « le chiffre de novembre reflète une décélération de la croissance » du chômage.

- Mardi 2 décembre 2008 : selon le ministère de la Santé, le nombre d'avortements (IVG) réalisés en Espagne a plus que doublé entre 1998 et 2007, passant de 53 847 à 112 138, ce qui nécessiterait une prochaine réforme de la loi prévue en 2009.

- Mercredi 3 décembre 2008, Pays basque : Un commando de trois membres de l'ETA assassine un entrepreneur basque.

- Lundi 8 décembre 2008, Pays basque : un coup de filet des polices française et espagnole permet d'arrêter en France « Gurbitz », le nouveau chef militaire présumé du groupe armé et de démanteler un « réseau » chargé de cacher et de faire passer en France des activistes basques en fuite. Cinq membres ou collaborateurs présumés de ce « réseau » sont interpellés en Espagne.

- Samedi 13 décembre 2008 : le chef du gouvernement espagnol annonce pour 2009 un effort « historique » en matière de dépenses publiques pour des projets d'infrastructures, avec un investissement global de 33 milliards d'euros, afin de relancer l'économie du pays durement touchée par la crise — 19 milliards pour des infrastructures de transport, 5 milliards pour des projets liés à l'environnement et 8 milliards d'aide aux investissements des municipalités.

- Lundi 15 décembre 2008 : la banque espagnole BBVA annonce qu'elle pourrait perdre 300 millions d'euros dans l'escroquerie du gérant de fonds américain Bernard Madoff.

- Mardi 16 décembre 2008, Pays basque : un nouveau de filet de la police permet d'arrêter quatre autres membres supposés de l'organisation séparatiste basque ETA, près de Saint-Sébastien et de Pasaia.

- Mercredi 17 décembre 2008, Pays basque : la cour d'assises spéciale de Paris condamne l'ancien chef de l'appareil logistique d'ETA, Felix Ignacio Esparza-Luri, à 19 ans de réclusion criminelle. Des peines de 3 à 17 ans de prison ont aussi été prononcées contre dix autres membres de l'organisation séparatiste armée basque.

- Dimanche 21 décembre 2008, Pays basque : un groupe de dix militants indépendantistes basques radicaux et d'extrême gauche annoncent qu'ils rejoignent désormais les rangs armés et clandestins de l'ETA. Jusqu'à présent, ils travaillaient dans « différentes organisations du mouvement national de libération basque », terme désignant l'entourage politique et social de l'ETA, comme le mouvement de la jeunesse Segi ou le parti indépendantiste Batasun.

- Mardi 23 décembre 2008 : selon des premiers chiffres, le pays a enregistré une forte chute d'activité pour son important secteur touristique, sur les deux derniers mois, tant en matière de fréquentation étrangère que d'activité hôtelière globale.

- Jeudi 25 décembre 2008 : le parquet anticorruption a ouvert une enquête sur la distribution en Espagne de fonds de la société d'investissement de Bernard Madoff pour savoir si ceux qui ont distribué des produits financiers liés aux fonds Madoff en Espagne étaient au courant de la fraude présumée. Parmi eux figure le financier colombien Andrés Piedrahita, représentant de la société « Fairfield Greenwich Advisors », la plus exposée à l'affaire Madoff avec 7,5 milliards de dollars de pertes potentielles.

- Dimanche 28 décembre 2008 : plusieurs centaines de milliers de personnes ont assisté à une messe dans le centre de Madrid lors d'un rassemblement pour la famille traditionnelle soutenu par l'Église catholique en réaction aux récentes simplification du divorce et légalisation du mariage homosexuel ainsi qu'à un possible assouplissement des conditions d'accès à l'avortement. Après la lecture d'un message du pape Benoît XVI, l'office a été célébré par l'archévêque Rouco Varela en présence de cinq autres archevêques, 22 évêques et plus de 300 prêtres[3].

- Mardi 30 décembre 2008 : les autorités régionales de Galice sont en conflit avec Carmen Franco Polo la fille du général Franco.  Fin novembre, la ville galicienne du Ferrol, où est né Franco, lui avait retiré ses titres honorifiques de « maire honoraire » et d'« enfant chéri », ainsi que celui de « fille adoptive du Ferrol » octroyé à sa mère Carmen Polo et à elle. Aujourd'hui, elles veulent la contraindre à ouvrir gratuitement au public, quatre jours par mois, son château de Sada et les six hectares de son parc. Ce château construit en 1893 d'inspiration néo-médiévale et qui avait été cédé en 1938 par « le peuple de La Corogne » au général Franco figure depuis 1991 à l'Inventaire du Patrimoine culturel de Galice[4].

- Mercredi 31 décembre 2008, Pays basque : une fourgonnette piégée explose près du siège de la télévision basque EiTB à Bilbao sans faire de victime. Un appel anonyme avait préalablement avertit  de l'imminence de l'explosion.